# Dansk Pianostemmer & Instrumentmagerforening
Dansk Pianostemmer & Instrumentmagerforening af 1894 er en dansk forening for pianostemmere og instrumentmagere, stiftet i 1894. Foreningen er verdens ældste pianoteknikerforening.[kilde mangler] Siden 1996 medlem af Nordic Piano Technicians Associations.
Ved et samarbejde mellem Statens Arkiver og Pianostemmer & Instrumentmagerforening er nummerbøger fra virksomheden Hornung & Møller blevet digitaliseret og lagt på Arkivalieronline.dk i februar 2013, det er Pianostemmer & Instrumentmagerforening som har finansieret digitaliseringen. I nummerbøgerne finder man oplysninger om de flygel eller klaver som blev produceret af Hornung & Møller i perioden 1827 til 1972.